# Xã Veasey, Quận Drew, Arkansas
Xã Veasey (tiếng Anh: Veasey Township) là một xã thuộc quận Drew, tiểu bang Arkansas, Hoa Kỳ. Năm 2010, dân số của xã này là 871 người.